# 乔瓦尼·戈齐
乔瓦尼·戈齐（義大利語：Giovanni Gozzi，1902年10月19日—1976年8月11日），意大利男子摔跤运动员。他曾代表意大利参加1924年、1928年和1932年夏季奥林匹克运动会摔跤比赛，共获得一枚金牌和一枚铜牌。